# Gara Basarab
București Basarab (în nomenclatorul CFR: București Nord Grupa B, popular Gara Basarab) este o stație feroviară din București situată lângă gara București Nord. Construită în 1959, este folosită exclusiv pentru trenuri personale de scurtă distanță către Alexandria, Craiova, Pitești, Ploiești, Târgoviște sau Titu și este frecvent considerată ca anexă a Gării de Nord, aflată în imediata apropiere. Gara Basarab este servită direct de Metroul din București, prin stația Basarab (Linia M1 și Linia M4).
De asemenea, Gara Basarab are legătură cu terminalul multi-modal Pasaj Basarab, fiind deservită și de liniile de tramvai 1, 10 și 44, de troleibuzele 86, 93 și 97 (pe partea cu calea Griviței) , de autobuzele 105, 117, 123, 162, 178, 182 și 282.